# Vyšehoří
Vyšehoří (en allemand : Wyschehor) est une commune du district de Šumperk, dans la région d'Olomouc, en Tchéquie. Sa population s'élevait à 270 habitants en 2023.

## Géographie
Vyšehoří se trouve à 6 km au nord de Zábřeh, à 9 km au sud-ouest de Šumperk, à 47 km au nord-ouest d'Olomouc et à 176 km à l'est de Prague.
La commune est limitée par Olšany au nord, par Chromeč à l'est, par Postřelmůvek au sud et au sud-ouest, et par Zborov à l'ouest.

## Histoire
La première mention écrite du village date de 1397.

## Transports
Par la route, Vyšehoří se trouve à 9 km du centre de Šumperk, à 53 km d'Olomouc et à 218 km de Prague.